# گوموش‌دوغون (اسکیل)
گوموش‌دوغون (به ترکی استانبولی: Gümüşdüğün) یک منطقهٔ مسکونی در ترکیه است که در اسکیل واقع شده‌است.